# 古土駅
古土駅（コトえき、朝鮮語: 고토역）は、朝鮮民主主義人民共和国咸鏡南道長津郡にある駅で、長津線に属する。 

## 隣の駅
長津線
黄草嶺駅 - 古土駅 - 富盛駅